# Mihály Munkácsy
Michel Lieb (Mukáchevo, 20 de febrero de 1844-Endenich, Bonn, 1 de mayo de 1900), más conocido como Mihály Munkácsy, fue un pintor húngaro.

## Biografía

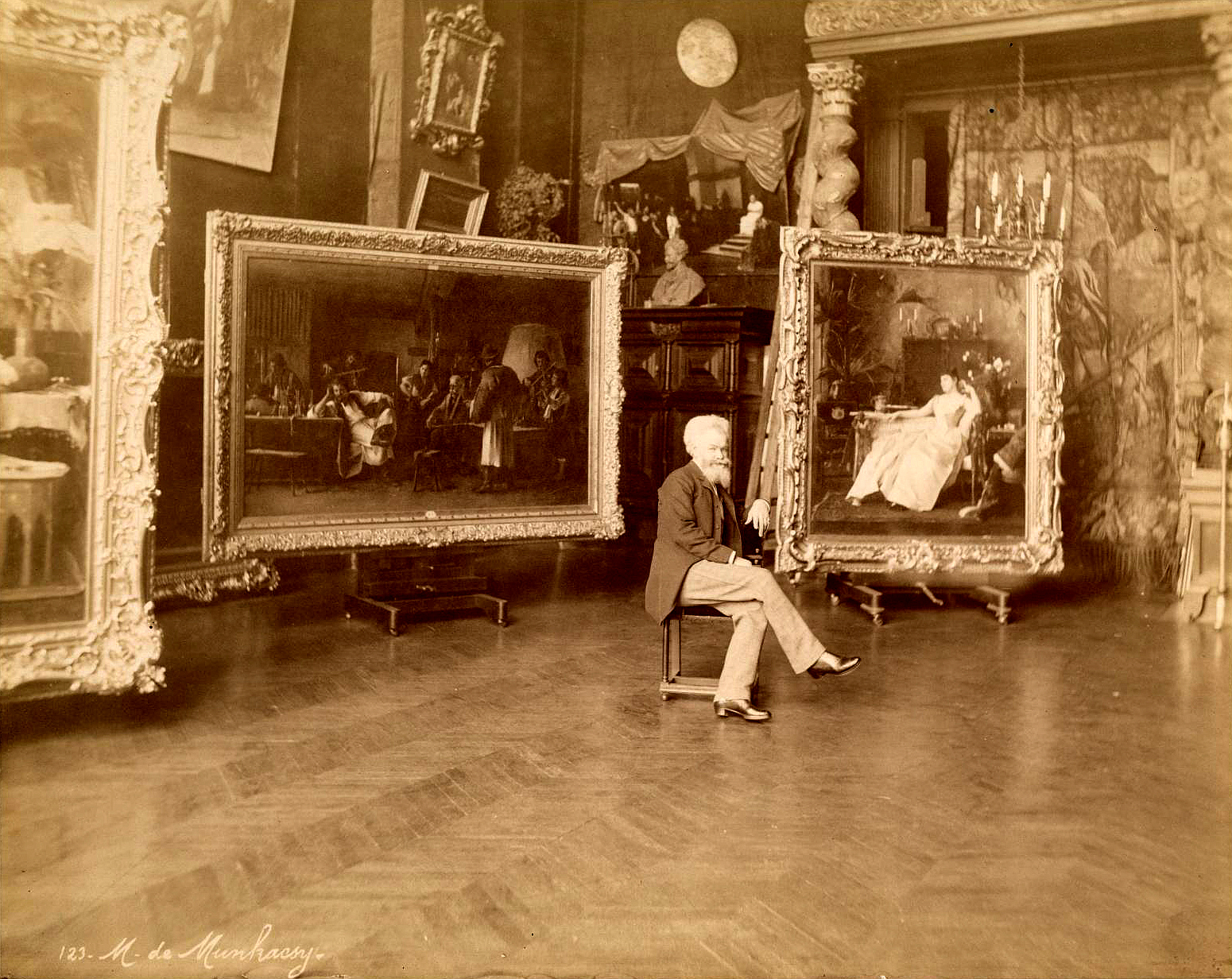
Mihály Munkácsy en su taller

Su padre, Léo Michel Lieb, es un funcionario de origen bávaro. Munkácsy pierde muy joven a sus padres. A partir de 1851 es educado por sus tíos y tías. Su tutor, Itsván Reök, es un abogado que tomó parte en la rebelión húngara de 1848.
1854-1858: Munkácsy es aprendiz de carpintero. Más interesado en el dibujo y la pintura se encuentra con el pintor Elek Szamossy y se convierte en su alumno (hasta 1862).
Estudió en Budapest en 1863 y allí se encuentra con el pintor Antal Ligeti en Pest.
1864-65: Estudia en la Academia de Viena. El año siguiente adopta el nombre de Munkácsy.
1866-1869: Viaja a Múnich, donde viven muchos pintores húngaros. Obtiene una beca para ir a París (1867), donde descubre los cuadros de Gustave Courbet. A continuación se instala en Düsseldorf, junto al pintor Ludwig Knaus.
Expuso en el Salón de París en 1870. Su Último día de un condenado obtiene una medalla de oro en el Salón. El año siguiente, su Faiseuses de charpie es bien recibido por la crítica. Decide instalarse en París. Conoce a un amante de las artes, el Barón de Marches.
1872-1873: Munkácsy se instala junto al Barón de Marches, en Colpach, en Luxemburgo. Entra en depresión. A la muerte del barón, se casa con su viuda y vuelve a París. Obtiene un gran éxito en la Exposición universal de 1873 organizada en Viena.
A partir de 1876: Su éxito en París no se desvanece. Mantiene una vida elegante y costosa, pinta grandes escenas bíblicas, retratos y escenas del interior parisiense. No se adhiere al impresionismo emergente.
A partir de 1886: Munkácsy comienza a "pasar de moda". El gobierno de Austria le encarga uno de los paneles de techo del Museo de Bellas Artes de Viena. Trabajarà en este hasta el 1890.
1889: El gobierno húngaro le encarga pintar La Conquista para el edificio del Parlamento de Budapest, en construcción en ese período. Trabajará en el mismo hasta 1893 (el edificio finalmente se inaugura en el 1902). Su estado de salud, delicado desde el inicio de la década, empeora y a ese cuadro se le agregan problemas cerebrales.
1895: Participa de las festividades del Milenio de Hungría.
1896. Sus obras son exhibidas en la Royal Hibernian Academy de Londres. James Joyce escribe una crítica sobre su cuadro Ecce Homo.
A partir de 1897: Es internado en una casa de salud y después en el hospital psiquiátrico en Endenich, próximo a Baden-Baden. Es allí donde muere el 1 de mayo de 1900. Recibe honores de funerales de estado en Budapest.

## Obras
- 1868-69 "Bostezo del aprendiz"  Óleo sobre madera. (Galería Nacional de Hungría, Budapest)
- 1869 El último día de un condenado (Título en húngaro: Siralomház) (Galería Nacional de Hungría, Budapest)
- 1871 Hilanderas (Tépéscsinálók). Alusión a la revolución y lucha de liberación nacional de 1848-1849|49 (Galería Nacional de Hungría, Budapest)
- 1873-1874 En la casa de empeño (Zálogházban) (Metropolitan Museum of Art, New York)
- 1875 El héroe del pueblo (A falu hőse)
- 1876 En el taller de París (Műteremben)
- 1876 Haynald Lajos cardenal-arzobispo Retrato (Haynald Lajos bíbornok-érsek portréja)
- 1876-1877 László Paál pintor húngaro. Retrato (Paál László portréja) (Galería Nacional de Hungría, Budapest)
- 1877 Recrutamiento (Újoncozás)
- 1877-1878 Estudio para Milton (Tanulmány a Miltonhoz)
- 1877-1878 Milton, ciego dicta a su hija "El Paraíso perdido" (A vak John Milton diktálja leányának Az elveszett paradicsom c. művét) (New York Public Library)
- 1881 Cristo delante de Pilatos (Krisztus Pilátus előtt) (Museo Déri, Debrecen, depósito)
- 1884 El Gólgota (Kálvária) (Musée Déri, Debrecen)
- 1886 La muerte de Mozart (Mozart halála)
- 1886 Franz Liszt Retrato (Liszt Ferenc portréja) (Galería Nacional de Hungría, Budapest)
- 1886 Parque Colpach (A Colpach-i park) (Galería Nacional de Hungría, Budapest)
- 1890 La Apoteosis del Renacimiento, Panel de techo en el Museo de Bellas Artes de Viena (100 m²).
- 1893 La conquista (Honfoglalás) (Parlamento de Budapest)
- 1896 Ecce homo (Ime az ember) (Museo Déri, Debrecen)

## Galería

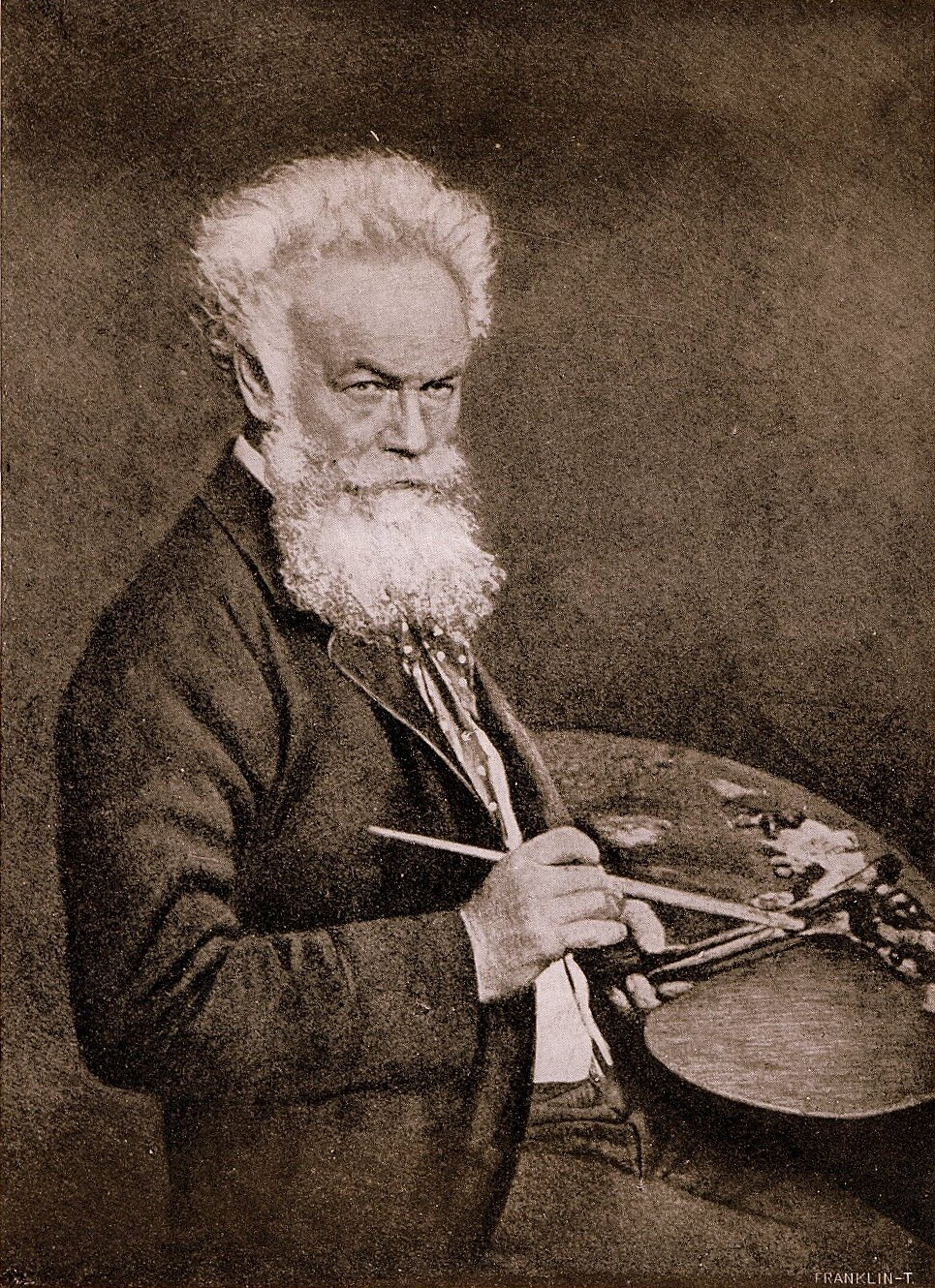
Autorretrato del artista (1895)
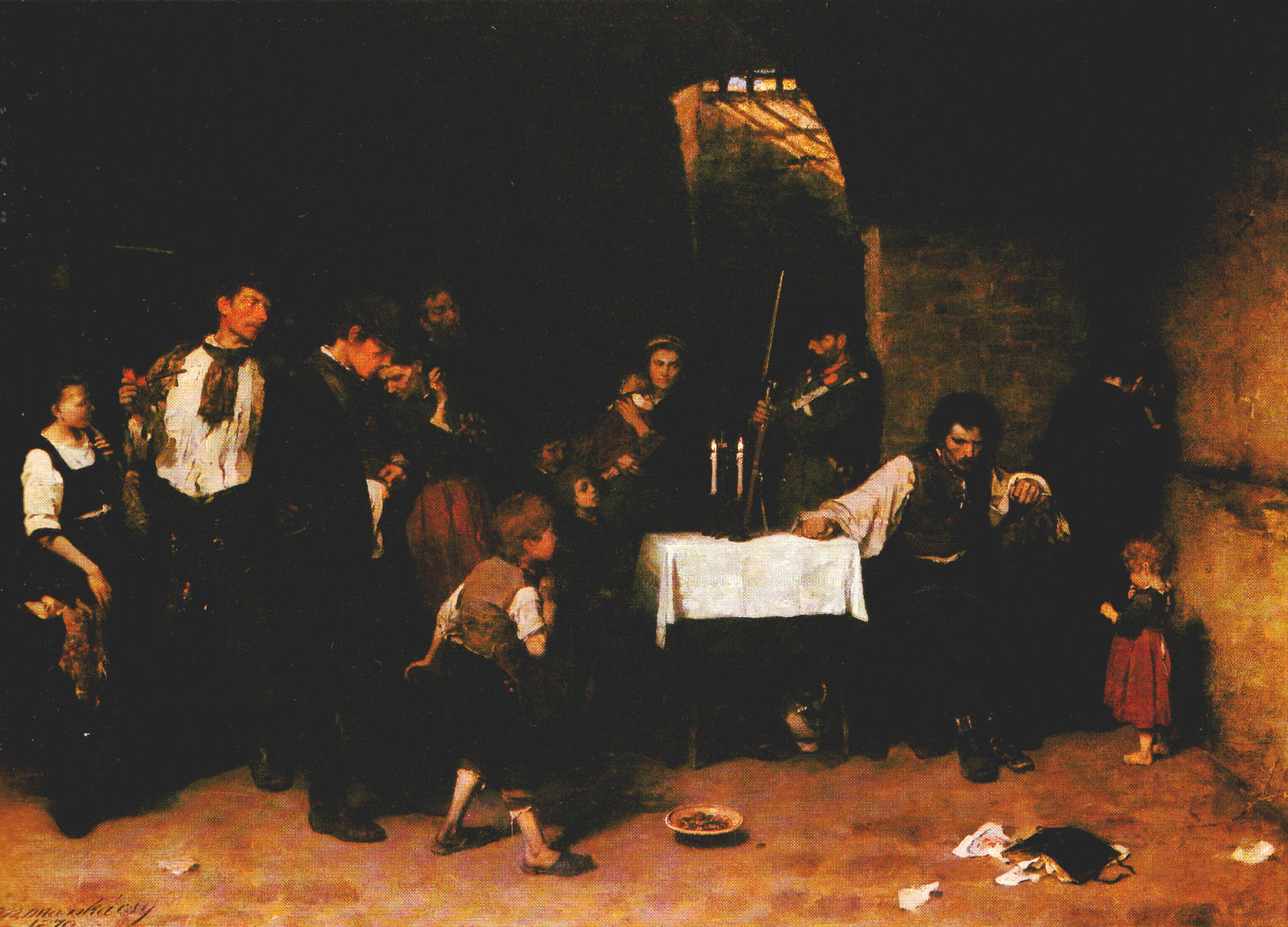
El último día de un condenado (1870)
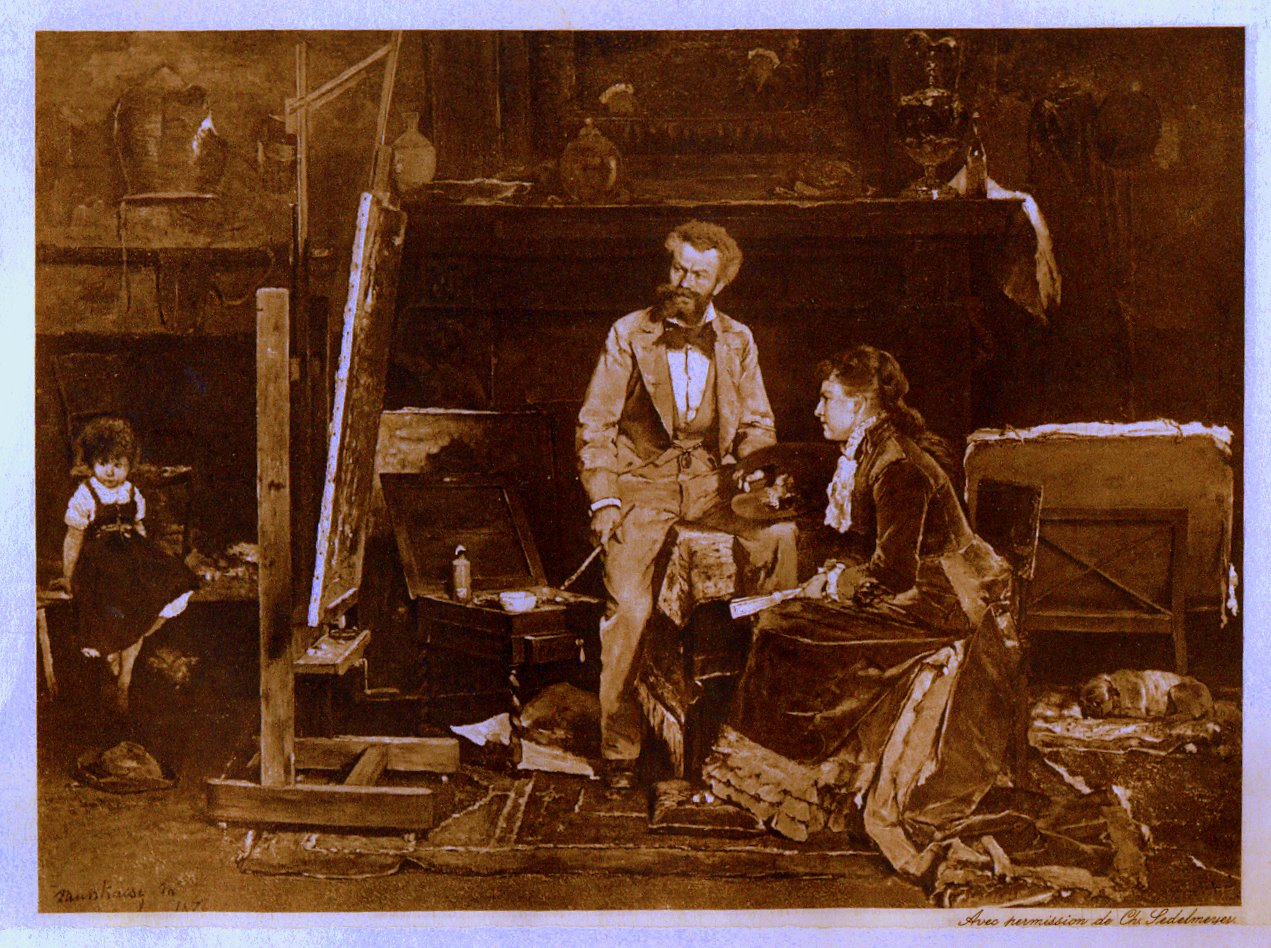
En el atelier de París (1876)
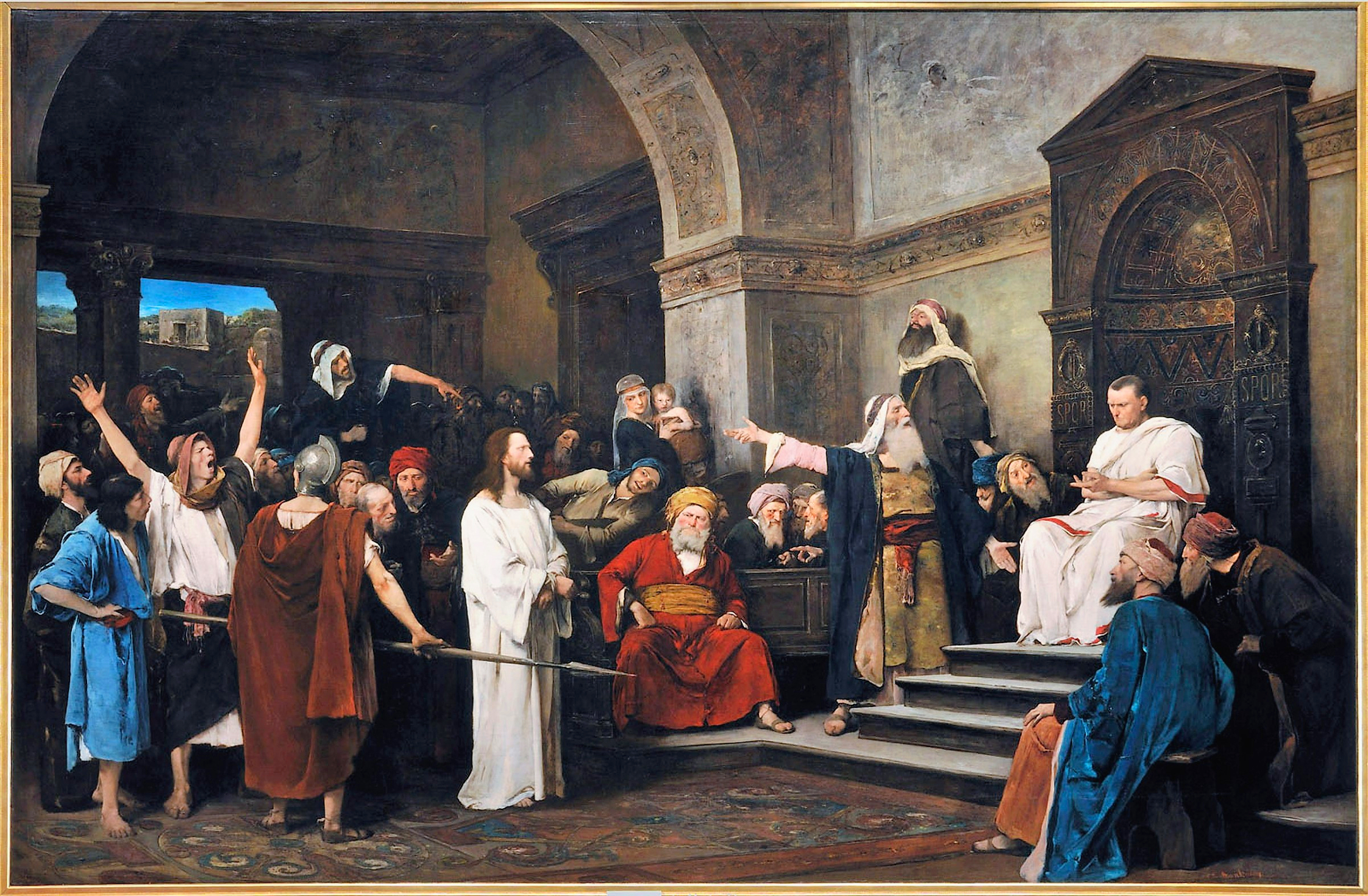
Cristo ante Pilatos (1881)